# Заводская улица (Краснодар)
Заводска́я у́лица — улица в Западном округе города Краснодара.

## История
Улица была проложена в конце 1950-х годов при застройке района Завода имени Се́дина.
16 января 1959 года по решению Краснодарского горисполкома вновь образованным улицам в районе капитального строительства на территории бывших Горогородов были присвоены названия — с 1959 по 1981 год улица называлась Нефтезаводской в честь Краснодарской нефтебазы. Затем название было изменено на Заводская, а проезды 1-й, 2-й и 3-й так и остались Нефтезаводскими. На улице находилась доска почёта, на которую вывешивались фотографии лучших работников Станкостроительного завода имени Седина.

## Описание

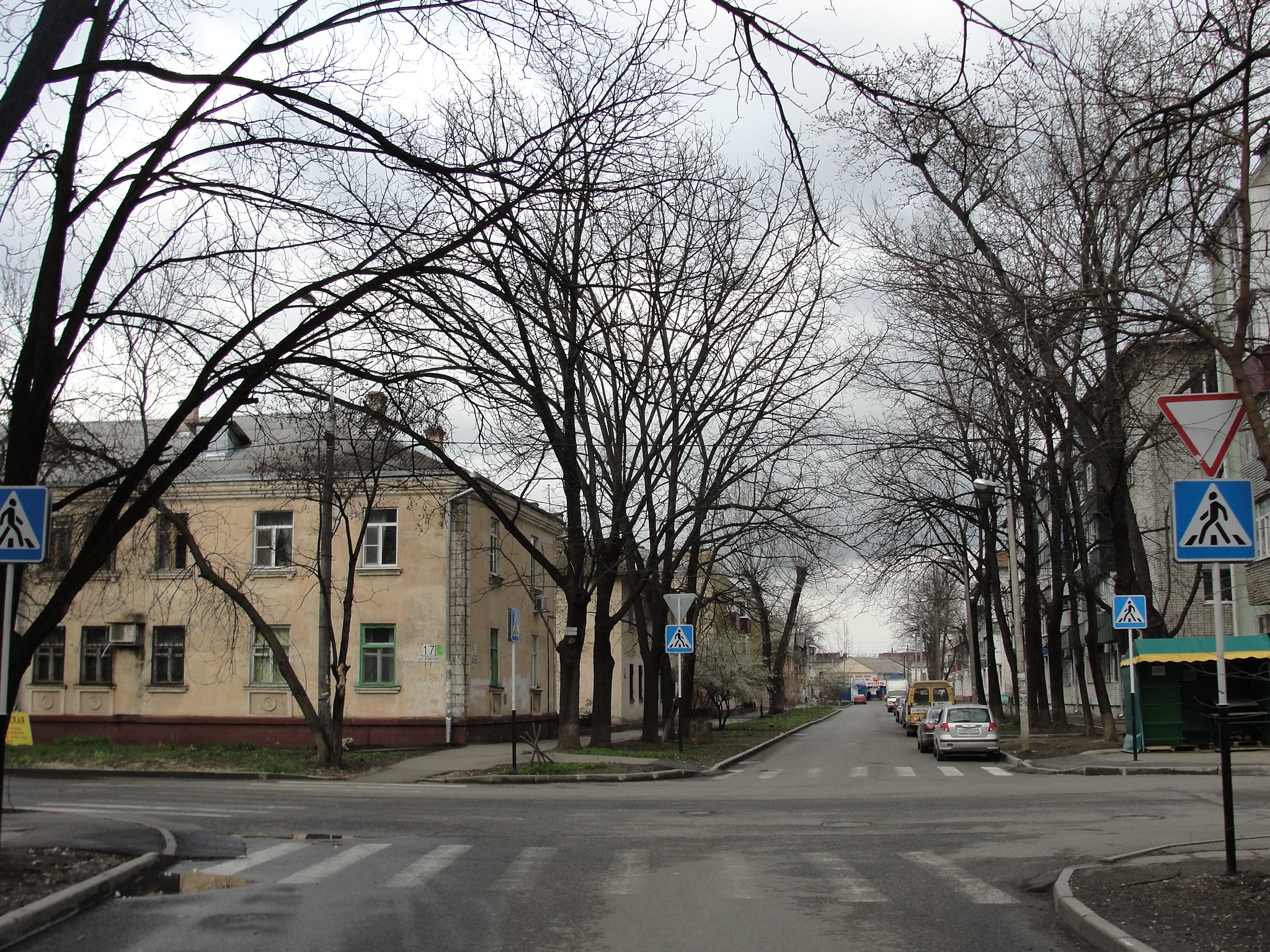
Заводская улица у пересечения с Южной улицей

### Расположение
Заводская улица начинается от улицы Захарова, затем к ней примыкает Песчаный проезд, далее пересекает Южную улицу, слегка меняя направление в сторону юго-запада, и упирается в Индустриальную улицу. От улицы Захарова отгорожена пешеходной зоной, на которой располагается Сединский рынок («Рино»). Нумерация домов ведётся от Захарова к Индустриальной (с востока на запад). На Горогородах (за Индустриальной) Заводскую улицу продолжает Тахтамукайская улица.

### Характеристика
Адрес «Заводская улица» имеют около 16 домов. Улица застроена двухэтажными, трёхэтажными и пятиэтажными домами 1950—60-х годов постройки. На улице расположено несколько продуктовых магазинов.

## Транспорт
Заводская улица используется как один из внутрирайонных проездов — она соединена дворовыми дорогами с 1-м Нефтезаводским проездом. Состояние дорожного покрытия — хорошее. Дорожная разметка есть. Главной дорогой Заводская не является (на пересечениях с Южной и Индустриальной стоят знаки «Уступи дорогу»).

## Интересные факты
В Краснодаре существует ещё одна Заводская улица в районе Пашковская Переправа Карасунского округа.